# Александр Гук
Александр Гук (нім. Alexander Friedrich Hueck ; 19 грудня 1802, Ревель, Естляндська губернія — 9 серпня 1842 , Дерпт, Ліфляндська губернія,) — естонський лікар-офтальмолог в Російській імперії, анатом, професор Дерптського університету (1830—1842), голова Естонського наукового товариства (1840—1842).

## Біографія
Народився в сім'ї бургомістра Мунналаса Адама Йоганна Гука (1761—1829) та Кароліни Енкен (1776—1849). Брат агронома Карла Фердинанда Гука.
Навчання розпочав у приватній школі Веттерстранда, а згодом у Ревельській гімназії. З 1821 вивчав медицину в Дерптському університеті, де в 1824 за запропоновану факультетом конкурсну роботу отримав золоту медаль. 17 отримав ступінь доктора медицини. З метою підвищення кваліфікації на посаду професора медицини, в 1827 році Гук вирушив до Берліна і Гейдельберга.
В 1830 був призначений прозектором і екстраординарним професором анатомії в Дерптському університеті, а в 1833 отримав і ординатуру. Протягом кількох років був деканом медичного факультету Дерптського університету. Основною темою досліджень Гука була офтальмологія. Він став одним із перших, хто систематично досліджував, як око компенсує рухи голови.
У 1838 році Гук здійснив подорож Ліфляндією для дослідження скам'янілих залишків «допотопних» тварин. У тому ж році став одним із засновників Естонського наукового товариства, а з 1840 по 1842 був головою товариства.

## Родина
З 1830 Олександр Гук був одружений на двоюрідній сестрі Амалії Енкен (1811—1898). Їх діти:
- Фердинанд (1832—1881).
- Антоніна (1833—1912) — дружина російського хіміка Карла Генріховича Шмідта.
- Йоганна (1836—1902) — дружина пастора Густава Гессельберга (1832—1888).
- Шарлотта (1838—1917) — дружина начальника телеграфа Отто Сигізмунда фон Паррота (1836—1893), мати полковника Егмонта Оттовича Паррота.
- Юлій (1840—1915) — власник торгового дому «Юлій Гук і К».

## Твори
- «De mutationibus oculi internis respectu distantiae rerum. Diss. inaug. physiologica-medica» 1826
- «Das Sehen, seinem äussern Processe nach entwickelt» 1830
- «Gerüste der Anatomie» 1833
- «Lehrbuch der Anatomie des Menschen. Mit Hinweisung auf Dr. MJ Webers anatomischen Atlas» 1833
- «Über das Studium der Anatomie: in drei Vorlesungen» 1833
- «Die Achsendrehung des Auges» 1838
- «Die Bewegung der Krystalllinse» 1841